# 2018年大马士革和霍姆斯轰炸
当地时间2018年4月14日凌晨4点起，美国、法国和英国利用海空导弹袭击叙利亚政府的多个目标，回应4月7日发生在杜马的化学袭击。叙利亚政府否认参与杜马袭击，并表示空袭违反国际法。

## 背景
2018年4月7日，时值叙利亚政府在东古塔发动攻势，叙利亚城市杜马发生一起疑似化学袭击，据报至少70人死亡。伊斯兰军叛乱集团控制了杜马，他们报称叙利亚军方直升机投下桶装炸弹；多个医疗、监察和活动组织，包括白头盔也如此报道。炸弹疑似装满氯气和沙林等化学弹药。世界卫生组织表示收到合作机构的报告，大约500人前往医疗机构，出现“和暴露于有毒化学物质相一致的体征和症状”。
一如既往，法国、英国和美国及其他国家指责叙利亚政府应为使用化学武器负责。叙利亚政府的主要盟友俄罗斯和伊朗则否认有使用过化学武器，声称这是假旗行动。俄罗斯表示，化学袭击的视频系白头盔组织成员伪造。阿拉伯叙利亚通讯社报道，沙特阿拉伯支持的伊斯兰军反叛联盟尝试制造“化学袭击错漏百出，没能阻止叙利亚阿拉伯军的攻势”。
2017年5月，法国总统埃马纽埃尔·马克龙表示化学武器在叙利亚的使用将成为一条需要立即展开报复的红线。法国和美国表示在杜马地区采集到的尿液血液样本呈阳性反应，是氯气有使用过的证据。
2018年4月9日凌晨，叙利亚提亚斯空军基地遭遇空袭。美国否认发动，以色列的女发言人拒绝评论。联合国安理会4月10日召开紧急会议，针对处理疑似化学袭击的决议，意见有所冲突，但决议最终获通过。到4月11日，西方大国开始考虑在叙利亚开展军事行动，寻求“强有力的联合回应”。
4月11日，叙利亚政府表示会邀请禁止化学武器组织调查所谓袭击的事发地：“叙利亚一直和禁止化学武器组织合作，揭露西方国家为他们的侵略意图作辩解，一直在宣扬的指控的真相”。俄罗斯否认使用化学武器，之后在4月13日指控英国策划事件招惹美国空袭。”
到4月12日，英国首相特蕾莎·梅命令地中海的英国皇家海军潜水艇开赴叙利亚的空袭范围内，准备在周末前使用巡航导弹攻击地面目标。英国军方消息人士后来告诉《泰晤士报》，轰炸前夕，英军一艘机敏级核潜艇装备了战斧巡航导弹，靠近叙利亚军方目标的火力范围时，被“一艘，可能是两艘”从塔尔图斯俄海军基地出发的基洛级潜艇追逐。俄军潜艇由两艘护卫舰和一艘反潜飞机辅佐，英军由美海军P-8波賽頓海上巡邏機协助。英军潜艇最终没有参加空袭。

## 军事行动

### 国际法
《联合国宪章》要求联合国安理会命令主权国家动用武力应出于维持国际安全的目的，而不是为了自卫或在面临本国政府灭绝行为的威胁保护民众。自1945年《联合国宪章》生效以来，复仇或报复他国行为的军事行动一直被明令禁止，但如果目的是迫使他国履行其国际义务，报复可以合法化。俄罗斯动用其一票否决，意味着安理会没有授权使用武力的打算。因此，军事行动若要合法，须仰赖捍卫禁止使用化学武器的可信度，迫使叙利亚依照其《禁止化学武器公约》成员国资格履行义务，保护平民免受化学武器袭击的进一步威胁以缓解人道主义苦难的国际公共秩序论据 。
空袭发动前，禁止化学武器组织的观察员如期抵达叙利亚调查化学袭击。此前报道，即便观察员获准入内，还是无法去到用来生产贮存化学武器的地点。英国公布了军事行动的法律立场，认为出于人道主义目的的有限空袭是合理的。空袭后，英国议会针对按照国际法考虑进行干预的紧迫性展开辩论。

### 军方参与

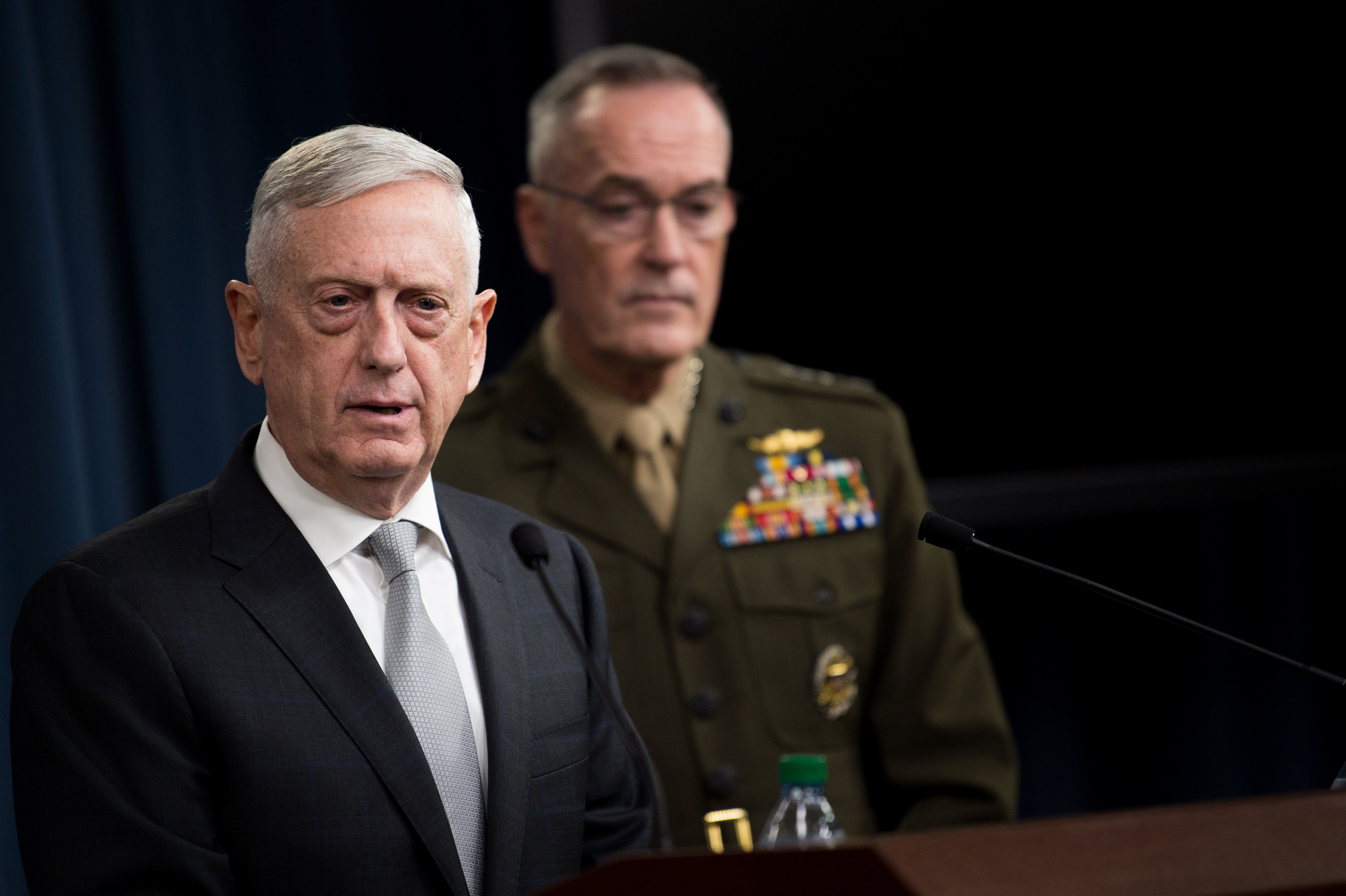
美国国防部长詹姆斯·马蒂斯和参谋长联席会议主席约瑟夫·邓福德向记者简述袭击情况。

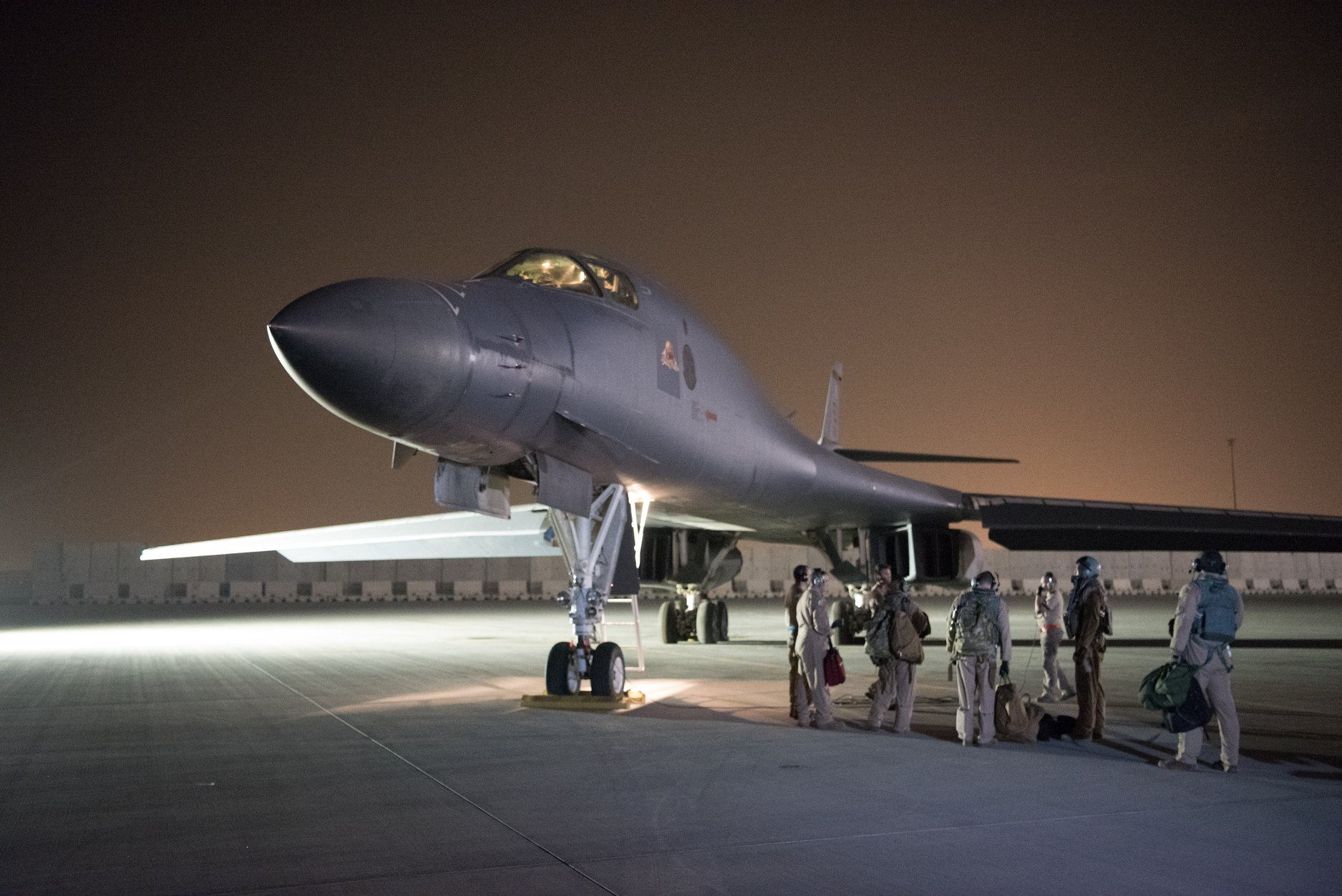
第28轰炸连队的一架B-1B准备从乌代德空军基地执行空袭任务。

空袭由美、英、法三军发动，舰载、潜射和空中巡航导弹执行。
英军的狂风GR4在四架台风战斗机的支援下，从塞浦路斯阿科罗提利皇家空军基地起飞，总共发射八枚暴风影导弹。法国海军在地中海东部部署由一艘卡沙级驱逐舰、一艘喬治·萊格級巡防艦、一艘迪朗斯河級補給艦和欧洲多用途巡防舰阿基坦号（编号D650）、奥弗涅号（编号D654）和朗格多克（编号D653）组成的航母战斗群，其中法军海舰发射了三枚MdCN陆地攻击导弹。法国海军从法国基地派遣五架均搭载两枚SCALP EG导弹的阵风战斗机、四架幻影2000-5F制空战斗机、两架E-3F空中预警机和六架C-135FR空中加油机。
美军方面，第34轰炸中队的两架B-1轰炸机从卡塔尔乌代德空军基地起飞后，共发射19枚JASSM导弹（当时据说是长距离的JASSM-ER，但五天后美军空军中央司令部勘误，表示它们其实是型号更老的JASSM-A）。位于红海的阿利·伯克级驱逐舰拉布恩号驱逐舰（DDG-58）和提康德罗加级导弹巡洋舰蒙特利号巡洋舰（CG-61）分别发射了7枚和13枚战斧导弹。而地处波斯湾北部的阿利·伯克级驱逐舰希金斯号（DDG-76）发射了23枚战斧导弹，而在地中海的弗吉尼亚级核潜艇约翰·华纳号发射了6枚战斧导弹。美国国防部长詹姆斯·马蒂斯表示，本次空袭使用的武器数量是2017年沙伊拉特打击行动的两倍多。《华盛顿邮报》引述部门官员，美军发射了100枚战斧导弹。
美国军方联合参谋部介绍，导弹目标配给如下：
- 大马士革巴萨科研中心（英语：Barzah scientific research centre）：57枚战斧和19枚JASSM；
- 霍姆斯东部辛·欣沙尔化学武器建筑群（英语：Him Shinshar chemical weapons complex）仓库：9枚战斧、8枚暴风影、3枚MdCN和2枚SCALP；
- 辛·欣沙尔化学武器建筑群（英语：Him Shinshar chemical weapons complex）地堡：7枚SCALP。

叙利亚出动防空系统回应，国营媒体播送了一段据说导弹拦截成功的视频。阿拉伯叙利亚通讯社和俄罗斯军方上校谢尔盖·鲁德斯科伊（Sergei Rudskoi）表示叙利亚使用了俄罗斯和苏联防空系统铠甲-S1、S-125、S-200、库班和克瓦德拉特。

### 空袭
唐纳德·特朗普总统于美国东部时间晚上9点宣布与英法盟国一道空袭。就在他讲话的时候，叙利亚政府大马士革传出爆炸声。美国参谋长联席会议主席约瑟夫·邓福德表示俄罗斯事先没有收到空袭的警告，遭其他美国和法国官员反驳。
邓福德表示，目标地点有三个：大马士革一处研究中心；霍姆斯附近一座化学武器储存设施、设备储存设施及指挥所。英国国防大臣表示英军空袭了霍姆斯的化学武器地点。目击者表示在大马士革凌晨有隆隆的爆炸声和烟雾，包括主要研究机构巴萨科研中心所处的巴泽区。空袭摧毁了被中心员工称为叙利亚抗蛇毒血清医疗中心的设施，而约瑟夫·邓福德将军称此中心旨在研发、生产和测试生化武器。叙利亚人权观察室生产袭击地点包括大马士革两座及霍姆斯的另一座科研中心，以及大马士革的多处军事基地。

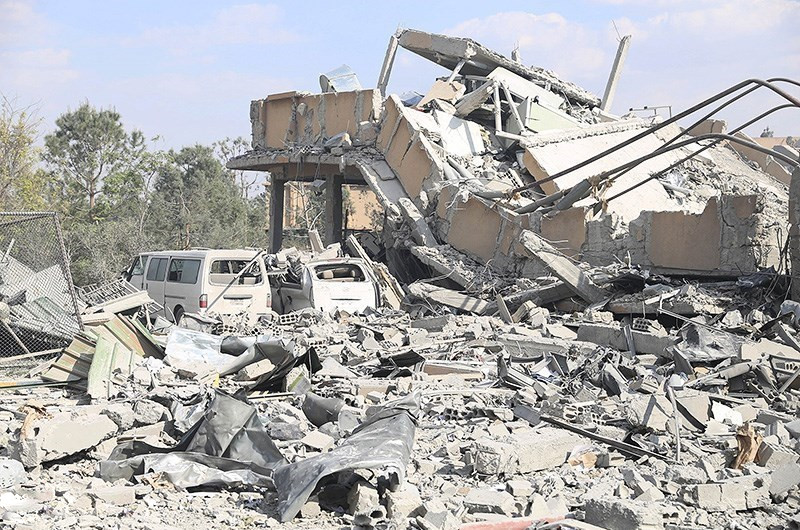
空袭摧毁的建筑物，摄于2018年4月14日。

美军部队表示所发射未受干扰，中将肯尼斯·麦肯齐（Kenneth McKenzie）介绍，叙利亚防空系统发射了40枚地对空导弹拦截，但无一命中目标。大多数在来袭导弹命中目标后才发射。情况类似，法国表示所发射的12枚导弹似乎没被拦截，尽管有报道指法军有三到七枚导弹因故障没有发射。叙利亚军方表示“拦截了大多数导弹”，国营媒体报称防空系统在大马士革南部基斯沃附近击落13枚来袭导弹。俄罗斯军方表示103枚巡航导弹有71枚被叙利亚防空系统击落，并列出美军消息人士没提及的多个航空站及空军基地只有部分被命中，或是完全没命中。人权观察室引用多家西方媒体组织，报道称没有人员伤亡，但表示尽管叙利亚防空部队拦截击落了至少65枚导弹，财产损失仍然很大。叙利亚国营电视新闻报道霍姆斯有3名平民受伤，当地的导弹袭击被“阻断”。

## 后续

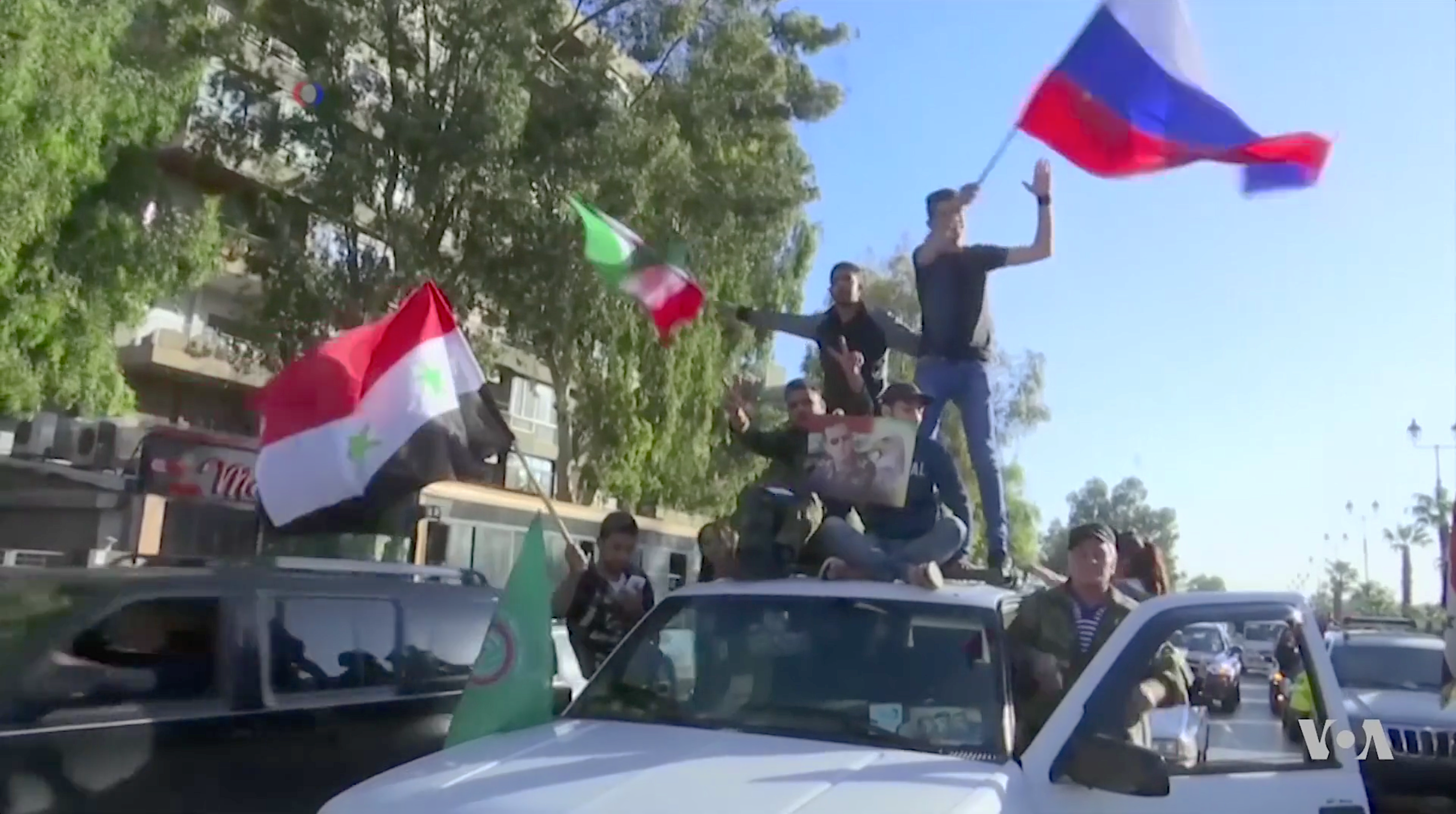
亲政府的叙利亚民众挥舞叙利亚、伊朗和俄罗斯国旗示威。

空袭发生几个小时后，大马士革数百名叙利亚民众走上街头抗议袭击。示威者挥舞伊朗、叙利亚和俄罗斯国旗，大喊效忠总统巴沙尔·阿萨德的口号。被毁实验室的工作人员否认生产过化学武器。
4月14日，俄罗斯呼吁联合国安理会召开紧急会议，但向会议递交的谴责袭击的决议只有玻利维亚和中国支持，没有获得通过。美国常驻联合国代表妮基·黑利表示，美国已经“锁定并装弹”，以防叙利亚政府再度动用化学武器。4月16日，安理会召开另一场会议，讨论法国、英国和美国联合递交的决议。决议呼吁独立调查化学武器在叙利亚的使用、医疗后送及援助车队在该国的安全通行。
分析人士淡化空袭的效果及影响。在叙利亚，空袭被解释成阿萨德的一次胜利，因为其有限的范围被看成是西方国家不再极力打算挑战他的统治的表明。俄罗斯国家媒体表示，俄罗斯汉特-曼西自治区首长会见阿萨德后表示，“阿萨德总统精神矍铄，心情很好。”联合参谋部主任肯尼斯·麦肯齐表示空袭“严重破坏”叙利亚化学武器的开发进程，美国军方“随时准备”回应叙利亚政府的事件。
五角大楼首席发言人达纳·怀特（Dana W. White）表示，袭击后网络特工活动增加了“2,000%”。英国国家网络安全中心、美国联邦调查局、美国国土安全部对俄罗斯的全球黑客活动发出联合警报。
叙利亚国家电视台表示，“週一深夜”（4月16日），叙利亚防空部队拦截了针对沙伊拉特空军基地的导弹。不过，五角大楼发言人表示美军那时并不活跃，以色列军方发言人拒绝评论。路透社报道，亲伊朗的真主党民兵媒体表示叙防空军拦截了三枚针对杜迈尔空军机场的导弹。支持政府的地方军事联盟的指挥官告诉路透社，叙利亚雷达系统遭到以色列和美国的“电子攻击”而发出误报。空袭两天后，叙利亚军方发现两枚未引爆的导弹，将其转交给俄罗斯军方。它们于4月14日被发射，但没有爆炸，原因不详。俄罗斯国防部长没有确认该报道，但武器据报于4月17日被航运到莫斯科。
《今日美国》援引多位分析人士的评估，称叙利亚声称击落导弹并不可靠。内战前，叙利亚的空防很强大，但随后因连年冲突而严重损毁。之所以这样怀疑，是因为即便是更强大的防空系统，也会考虑到来袭低空飞行导弹的数量及复杂性，还有联军干扰叙利亚雷达的措施，奋力做出反击。

## 声明和回应

### 交战各国
法国总统埃马纽埃尔·马克龙在4月14日发表声明称，法国的“红线已经被跨越”，指此前杜马的袭击。宣布空袭时，英国首相特蕾莎·梅处理叙利亚政府使用化学武器“没有替代武力使用的切实可行的办法”。反对党政客谴责这次袭击，许多人质疑梅施压的决定事先没有获得国会的同意。反对党领袖杰里米·科尔宾表示空袭“在法律上有问题”，表示“炸弹不能拯救生命或带来和平”。他也敦促英国政府促使美国和俄罗斯允许联合国主导对毒气袭击的独立调查。美国总统唐纳德·特朗普在电视讲话中宣布空袭，认为这能有效阻止阿萨德使用化学武器，称美国“准备好维持这种反应”，直到目标达成。五角大楼发言人达纳·怀特称：“行动不代表美国改变政策或试图颠覆叙利亚政权”。《纽约时报》报道，各党派之间最初对此次回应存在意见分歧，特朗普总统所属的共和党成员普遍支持，民主党则普遍反对。共和党人汤姆·卡顿和奥林·哈奇称赞空袭。其他立法者，尤其是民主党人，尽管普遍支持利用有限的空袭惩罚使用被禁化学武器的阿萨德，但批评特朗普政府没有获得国会同喜，“对叙利亚策略不全面”。民主党参议员蒂姆·凯恩再度强调，他一直认为军事干预没有国会授权，长期政策“非法”“鲁莽”。
4月19日，联合参谋部主任肯尼斯·麦肯齐中将在五角大楼新闻简报会上肯定俄罗斯防空系统在行动期间虽活跃，但没有和任何导弹交战：“俄罗斯防空系统通了电，在扫描。他们让主要状态（原文如此）防空飞机起飞，没有选择交战，所以我不能推测他们为什么或为什么不那样做。”但他否认叙利亚防空系统有击落导弹。

### 叙利亚盟国
伊朗外交部谴责导弹空袭，表示“没有证据”表明叙利亚政府要为杜马的化学袭击负责，批评美国空袭不等禁止化学武器组织调查。伊朗最高领袖阿里·哈梅内伊称特朗普、梅和马克龙是“罪犯”，警告称空袭使“他们一无所获”。
俄罗斯称空袭是恐怖袭击，好比巴巴罗萨行动。总统弗拉基米尔·普京称空袭是“侵略行为”。他们呼吁联合国安理会召开紧急会议。俄罗斯驻美国大使阿纳托利·安东诺夫强烈谴责对叙利亚的联合袭击，警告西方国家“小心自食其果”。俄罗斯上校谢尔盖·鲁德斯科伊在电视简报会上表示，俄罗斯可能会考虑向叙利亚和其他国家派遣S-300地对空导弹系统。

### 其他北约国家
阿尔巴尼亚、保加利亚、加拿大、克罗地亚、捷克、丹麦、爱沙尼亚、德国、希腊、意大利、荷兰、波兰、罗马尼亚、西班牙和土耳其一致同意袭击的决定是合法的。

### 超国家组织
集体安全条约组织常设理事会谴责空袭违反国际法和联合国宪章。联合国秘书长安东尼奥·古特雷斯呼吁各国保持克制。
欧洲理事会主席唐纳德·图斯克和欧盟外交和安全政策高级代表费代丽卡·莫盖里尼确认欧盟支持空袭。北约秘书长延斯·斯托尔滕贝格在声明中支持空袭。

### 非国家组织
伊斯兰军反叛的萨拉菲派和伊斯兰派关键人物穆罕默德·阿卢什（Mohammad Alloush）写道，只要阿萨德总统一日掌权，美国主导对叙利亚的空袭就是一场“闹剧”。加沙地带哈马斯政府谴责轰炸。黎巴嫩什叶派武装抵抗组织兼政党真主党强烈谴责美国、法国和英国空袭叙利亚，称赞阿拉伯邻国防空系统对导弹袭击的反应。